# Willem van Baden (1829-1897)

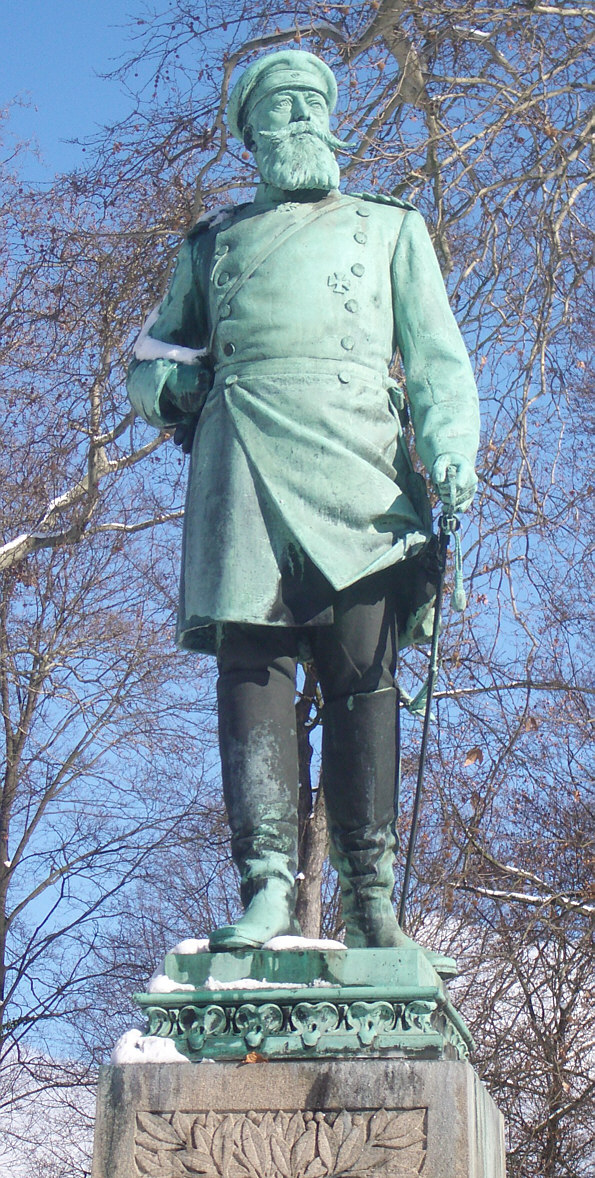
Prins Willem van Baden, standbeeld in Karlsruhe

Lodewijk Willem August van Baden, (Duits Ludwig Wilhelm August von Baden), (Karlsruhe, 18 december 1829 — aldaar, 27 april 1897) was een prins van Baden en een generaal in het Badisch-Pruisische leger. 
Hij was het vijfde kind van groothertog Leopold van Baden en Sofie van Zweden. In 1849 trad hij als luitenant toe, tot het eerste Pruisische garderegiment te voet. In 1856 werd hij overgeplaatst naar de artillerie. In 1866 voerde hij, tijdens de Oostenrijks-Pruisische Oorlog, het bevel over de Badische afdeling van het Duitse Bondsleger. Hij beleefde een aantal ongelukkige veldslagen, waarvan de slechte afloop door zijn tegenstanders wel geweten werd aan zijn te behoedzame strategie. Ook tijdens de Frans-Duitse Oorlog van 1870-'71 voerde hij het leger van Baden aan. Tijdens de slag bij Nuits in Bourgondië raakte Willem zelf zwaargewond. Tussen 1871 en 1873 had hij als afgevaardigde van Baden zitting in de Rijksdag. 
Op 11 februari 1863 trouwde hij met hertogin Maria van Leuchtenberg. Het paar had twee kinderen:
- Marie (1865-1939), gehuwd met Frederik II van Anhalt
- Maximiliaan (1867-1929)

Willem van Baden overleed op 67-jarige leeftijd.

## Militaire loopbaan
- Leutnant: 1847[1]
- Oberleutnant: 1849[1]
- Hauptmann: 1853[1]
- Major: 1856
- Oberstleutnant:
- Oberst:
- Generalmajor:
- Generalleutnant à la suite: 12 mei 1863[1]
- General der Infanterie: 22 maart 1873[1]

## Onderscheidingen
- Pour le Mérite op 18 december 1895[1][2]
- Ridder in de Huisorde van de Trouw
- Grootkruis in de Militaire Karl-Friedrich-Verdienstorde
- Grootkruis in de Orde van de Leeuw van Zähringen met Zwaarden
- Orde van de Rode Adelaar, 4e klasse
- IJzeren Kruis, 1e klasse[1]